# 須崎市営巡航船

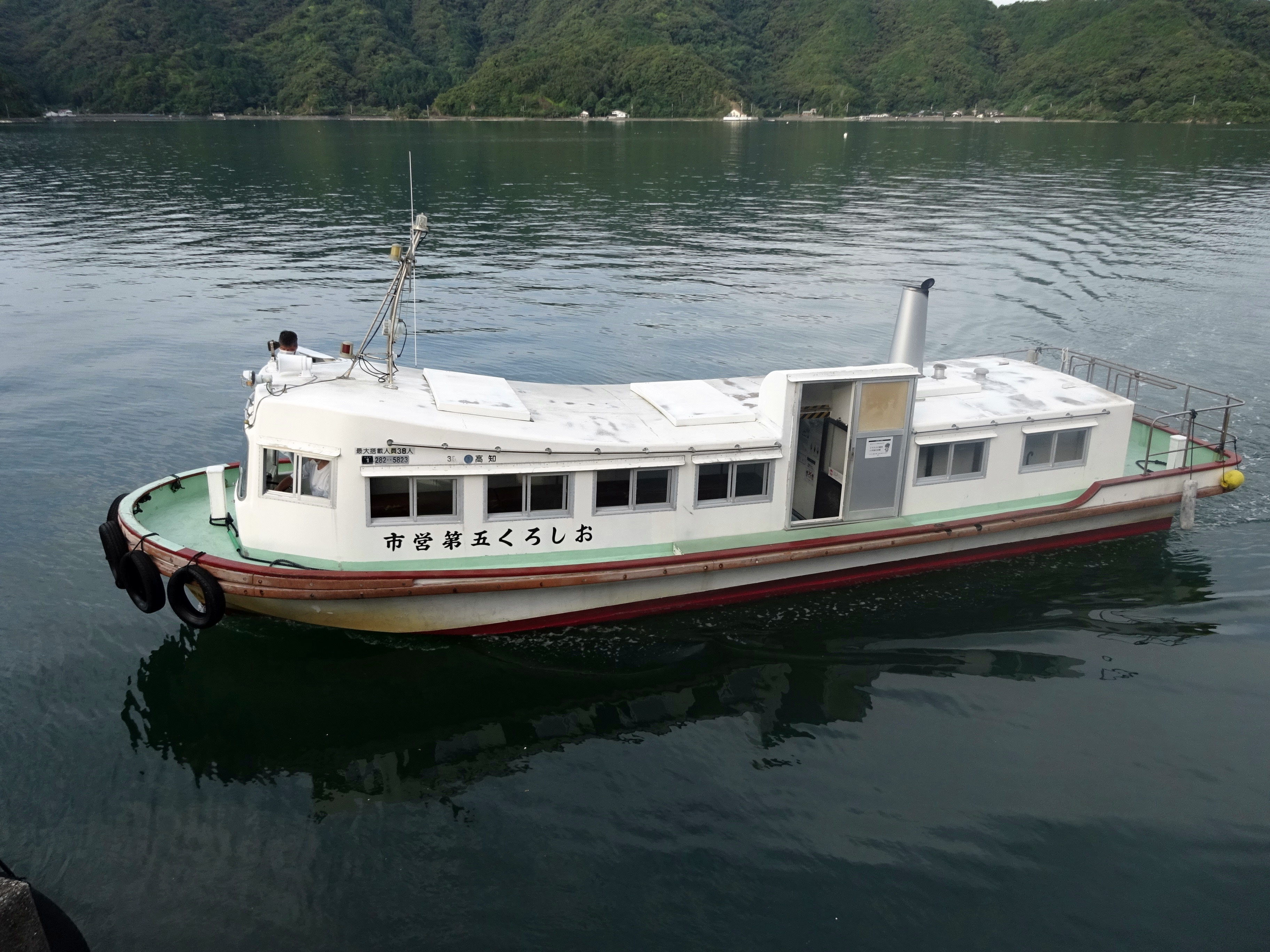
主力の第五くろしお

須崎市営巡航船（すさきしえいじゅんこうせん）は、高知県須崎市の東部、奥深い入江となっている浦ノ内湾（別名・横浪三里）を介し、四国本島（浦ノ内湾北岸）と横浪半島（浦ノ内湾南岸）の各集落を交互に結びながら、水上バスの性格も併せ持つ市営の渡し船である。

## 概要
内海となっている浦ノ内湾内を、1日上下3便ずつ、2隻の市営巡航船（1隻は予備の第一くろしお）が運航されている。
航路自体は大正時代から存在したが、通学を目的に1957年（昭和32年）に近代化・航路開設されており「巡航船よこなみ」が当時初就航した。当初から一般客も乗船可能であった。
横浪半島に点在する集落は、半島の尾根伝いに県道黒潮ラインが縦走していることにより県道から各谷へ下りた場所に位置している。したがって各集落間をつなぐ沿岸道路が無いため、地区内外への移動は、自動車以外には巡航船のみとなっている。
当地の人口減少に伴い、巡航船の利用者が少なくなる中、定期航路の主な利用者は半島の対岸にある小中学校へ通学する児童生徒となっている。また、収益改善のため、観光客相手に貸切運航の取り組みも進めている。
かつて遍路道の一部として同ルートの航路があり、四国内の歩き遍路道で唯一、弘法大師もこの航路を使っており、同じコースをたどることができるルートとなっている。
航海距離17.3km。航海時間1時間1分。2018年（平成30年）時点では航海距離18.8km。航海時間1時間7分。

## 航路と寄港地
- 1日往復3便、便によって寄港地が異なるが、埋立から松ヶ崎、下中山、深浦、塩間、長崎、今川内、福良、須ノ浦、横浪、鳴無、坂内の順に寄港する[2]。
- 「下中山」「塩間」「長崎」の各寄港は2018年3月31日をもって中止となった。
- 坂内発便に乗船すると運航ダイヤ上、同乗船場には当日中に戻ることができない。

| ①埋立                                                                         | ②松ヶ崎                                                                       | ※下中山                                                                       | ③深浦                                                                         |
| ----------------------------------------------------------------------------- | ----------------------------------------------------------------------------- | ----------------------------------------------------------------------------- | ----------------------------------------------------------------------------- |
| 北緯33度26分15.14秒 東経133度25分48.31秒 / 北緯33.4375389度 東経133.4300861度 | 北緯33度25分49.78秒 東経133度25分40.86秒 / 北緯33.4304944度 東経133.4280167度 | 北緯33度26分1.54秒 東経133度25分21.85秒 / 北緯33.4337611度 東経133.4227361度  | 北緯33度26分38.22秒 東経133度24分50.78秒 / 北緯33.4439500度 東経133.4141056度 |
| ※塩間                                                                         | ※長崎                                                                         | ④今川内                                                                       | ⑤福良                                                                         |
| 北緯33度26分51.07秒 東経133度24分21.6秒 / 北緯33.4475194度 東経133.406000度   | 北緯33度26分3.17秒 東経133度24分39.58秒 / 北緯33.4342139度 東経133.4109944度  | 北緯33度25分37.57秒 東経133度24分25.04秒 / 北緯33.4271028度 東経133.4069556度 | 北緯33度25分5.7秒 東経133度24分11.04秒 / 北緯33.418250度 東経133.4030667度    |
| ⑥須ノ浦                                                                       | ⑦横浪                                                                         | ⑧鳴無                                                                         | ⑨坂内                                                                         |
| 北緯33度25分6.24秒 東経133度22分48.21秒 / 北緯33.4184000度 東経133.3800583度  | 北緯33度25分41.38秒 東経133度21分54.67秒 / 北緯33.4281611度 東経133.3651861度 | 北緯33度24分50.33秒 東経133度22分6.05秒 / 北緯33.4139806度 東経133.3683472度  | 北緯33度24分32.32秒 東経133度21分32.48秒 / 北緯33.4089778度 東経133.3590222度 |

※印は、2018年に休止された寄港地
参考：2006年（平成8年）1月休止寄港地
- 光松（グリーンピア土佐横浪（2004年閉鎖）最寄港）（北緯33度25分50.87秒 東経133度23分49.55秒 / 北緯33.4307972度 東経133.3970972度）[3]

## 運航データ
- 運休日：日曜、祝祭日及び年末年始（12/29～1/3）は全便運休
- 運航時間：7：00 - 17：00
- 定員：36名（第五くろしお）
- 利用料金：200円～640円（小児半額）
- 原則として以下の基準を超えた場合は、巡航船の運航は中止される

1. 風速　10ｍ/s 以上
2. 波高　0.8ｍ以上
3. 視界　300m以上先が見えない場合

## 埋立乗船場へのアクセス

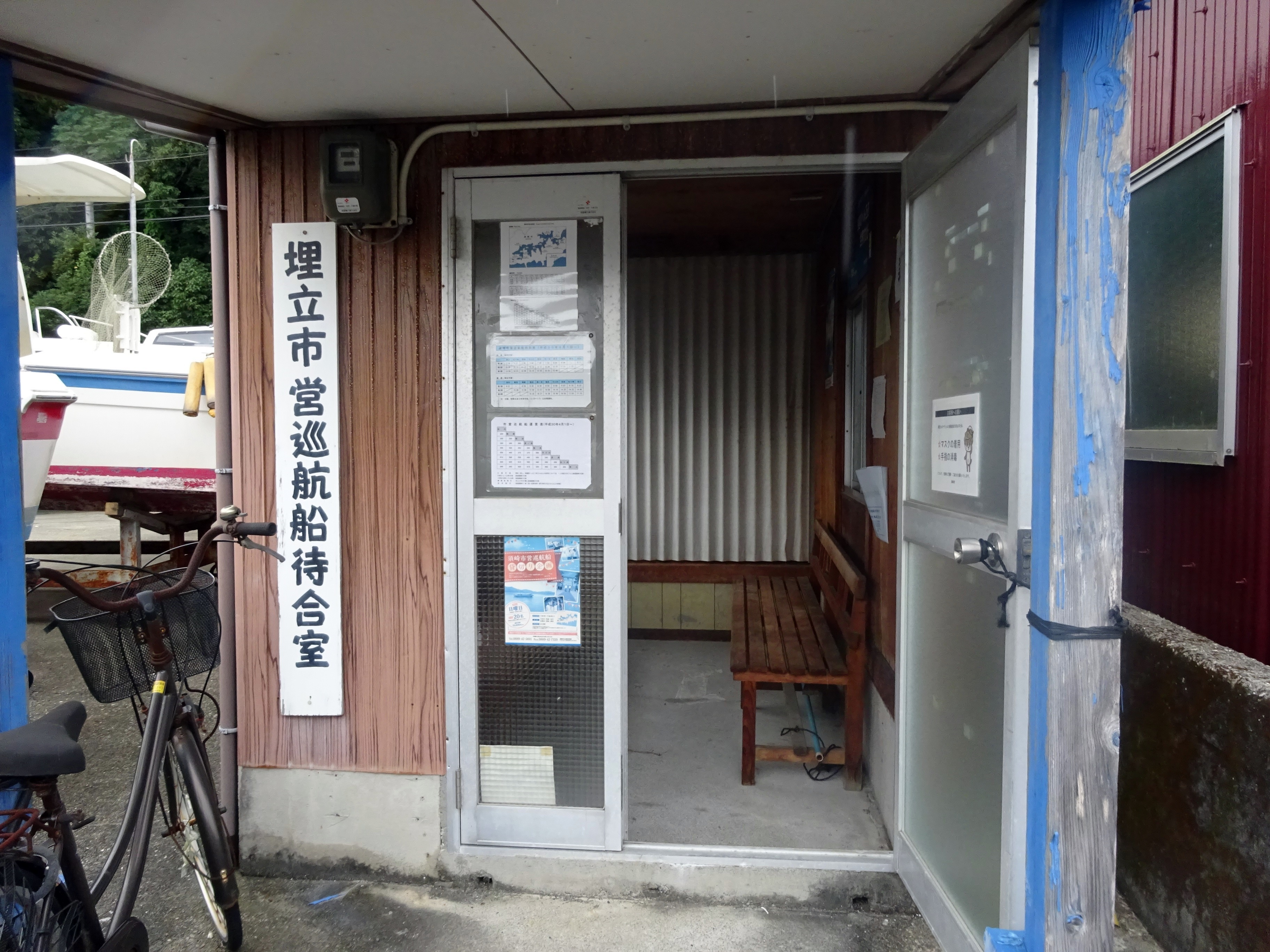
埋立市営巡航船待合室

- 公共交通 - JR高知駅から徒歩2分の高知駅バスターミナル → とさでん交通バスで1時間、バス停・宇佐下車、徒歩1分で埋立乗船場
- 車 - 高知道土佐ICから国道56号、県道39・23号経由10km15分で埋立乗船場。なお、駐車場は無い

## ギャラリー
- 埋立乗船場
- 第五くろしお船内
- 鳴無（おとなし）神社と鳴無乗船場
- 坂内乗船場
- 坂内港では船首から乗下船する
- 坂内港では巡航船への給油が行われる
- 乗客が居ないことを確認すると直ちに向きを変える巡航船（福良乗船場）

## 備考
かつて別航路として、1992年（平成4年）5月まで、須崎港－野見湾を結ぶ市営巡航船が就航していた。しかしながら乗客の減少により廃止となり、以降代替バスを市が運行している。